# Кларитроміцин
Кларитроміцин — макролідний антибіотик, що використовується для лікування фарингіту, тонзиліту, гострого синуситу, гострого бактеріального або хронічного бронхіту, пневмонії (особливо атипової пневмонії, асоційованої з Chlamydia pneumoniae або TWAR), інфекцій шкіри та, у хворих на ВІЛ/СНІД, інфекції Mycobacterium avium complex (MAC). На додаток, препарат інколи використовується для лікування легіонельозу.

## Торгові назви
Кларітроміцин продається під багатьма торговими марками.
Оригінальним препаратом кларитроміцину є Клацид (Clacid) виробництва компанії Abbott Labs., США.
Брендовами генериками (копіями) препарату є Клабакс (Clabax) компанії Ranbaxy, Індія, Біаксин (Biaxin), Кларіцид (Klaricid), Кларіпен (Claripen), Кларідар (Claridar), Кламед (Clamed) компанії Дарниця, Україна і Фромілід компанії КРКА.
Внаслідок широкого застосування антибіотика ряд виробників реалізовує препарат під міжнародною непатентованою назвою (Klaritromicin).

## Фармакодинаміка
Кларитроміцин — антибіотик групи макролідів, напівсинтетичний похідний еритроміцину. На відміну від еритроміцину, зміна структури молекули зумовила більшу біодоступність кларитроміцину, стабільність у кислому середовищі, підвищила концентрацію у тканинах, розширила антимікробний спектр, подовжила період напіввиведення, що дало змогу призначати препарат двічі на день, і тим самим поліпшити процес лікування. Як і еритроміцин, кларитроміцин пригнічує в мікробній клітині синтез білка, взаємодіючи з 50 S субодиницею рибосомальної мембрани мікробної клітини. Препарат стійкий до дії бета-лактамаз мікроорганізмів, у зв'язку з чим проявляє високу активність у відносно широкому спектрі аеробних та анаеробних грампозитивних та грамнегативних мікроорганізмів. Кларитроміцин активний проти більшості штамів таких мікроорганізмів:
- грампозитивні аероби — Staphylococcus aureus, Streptococcus agalactiae (pyogenes, viridans, pneumoniae), Listeria monocytogenes, Corynebacterium spp.;
- грамнегативні аероби- Haemophilus influenzae (parainfluenzae), Neisseria gonorrhoeae, Helicobacter pylori, Legionella pneumophila, Moraxella catarrhalis;
- мікобактерії — Mycobacterium leprae, Mycobacterium chelonae, Mycobacterium fortuitum, Mycobacterium cansasii, комплекс Mycobacterium avium, до складу якого входять Mycobacterium avium i Mycobacterium intracellulare;
- інші мікро організми — Mycoplasma pneumoniae, Chlamydia pneumoniae, Chlamydia trachomatis, Ureaplasma urealyticum, Toxoplasma gondii.

## Фармакокінетика
Фармакокінетика кларитроміцину залежить від прийнятої дози. Після перорального приймання кларитроміцин швидко абсорбується, досягаючи максимальної концентрації у плазмі крові через 2-3 години. Біологічна доступність становить приблизно 55 %. Після абсорбції кларитроміцин проникає у більшість тканин, через плацентарний бар'єр, у грудне молоко. Не проникає через гемато-енцефаличний бар'єр. З білками зв'язується 65-75 % кларитроміцину. Метаболізується печінкою з утворенням основного метаболіту 14-гідроксикларитроміцину, що має таку ж, або на 1 — 2 порядки меншу (залежно від виду мікроорганізму) протимікробну активність, ніж незмінена речовина. Період напіввиведення: при прийманні 250 мг — 3-4 години, 500 мг — 5-7 годин (для незміненої речовини — 5,3 години, для активного метаболіту — 7,7 години). З організму виводиться як у незміненому вигляді, так і у вигляді активних метаболітів майже в рівних частинах з сечею та з калом. У хворих з функціональною недостатністю печінки або нирок середнього ступеня тяжкості період напіввиведення збільшується. Основний шлях метаболізму — ферменти цитохрому CYP 3А (кларитроміцин одночасно є субстратом та інгібітором ферментів CYP 3А, найбільше значення з яких має CYP 3A4).

## Показання для застосування
Інфекції, викликані чутливими до кларитроміцину мікроорганізмами: інфекції верхніх відділів дихальних шляхів і ЛОР-органів (ларингіт, фарингіт, тонзиліт і синусити); інфекції нижніх відділів дихальних шляхів (бронхіт, бактеріальна пневмонія, атипова пневмонія); інфекції шкіри й м'яких тканин (фолікуліт, фурункульоз, імпетиго, ранова інфекція); інфекції, викликані Mycobacterium avium, Chlamydia trachomatis, Helicobacter pylori, Ureaplasma urealyticum.

## Спосіб застосування та дози
Для дорослих і дітей старших 12 років середня доза складає по 250 мг 2 рази на добу. У разі потреби кларитроміцин можна призначати по 500 мг 2 рази на добу. Тривалість курсу лікування — 6-14 днів.
Для лікування інфекцій, викликаних Mycobacterium avium, призначають по 1 г 2 рази на добу. Тривалість лікування може складати 6 міс. і більше.
Дітям з 4 до 12 років препарат призначають у добовій дозі 7,5 мг/кг маси тіла; максимальна добова доза 500 мг, тривалість курсу лікування — 7 — 10 днів.

## Побічна дія
Можливі целюліт, кандидоз, гастроентерит, інфекція, вагінальна інфекція; лейкопенія, нейтропенія, тромбоцитемія, еозинофілія; анафілактоїдні реакції, гіперчутливість; анорексія, зниження апетиту; безсоння, тривожність, нервозність; дисгевзія (порушення смакової чутливості), головний біль, спотворення смаку, втрата свідомості, дискінезія, запаморочення, сонливість, тремор, судоми, агевзія (втрата смакової чутливості), паросмія, аносмія, парестезія; вертиго, погіршення слуху, дзвін у вухах, втрата слуху; зупинка серця, фібриляція передсердь, подовження інтервалу QT, екстрасистоли, відчуття серцебиття; вазодилатація; БА, носова кровотеча, емболія судин легенів; діарея, блювання, диспепсія, нудота, біль у животі, езофагіт, ГЕРХ, гастрит, прокталгія, стоматит, глосит, здуття живота, запор, сухість у роті, відрижка, метеоризм; відхилення від норми функціональних тестів печінки, холестаз, гепатит, підвищення рівня АЛТ, АСТ, ГГТ; висипання, гіпергідроз, бульозний дерматит, свербіж, кропив'янка, макуло-папульозний висип; м'язові спазми, скелетно-м'язова ригідність, міалгія; підвищення креатиніну крові, підвищення сечовини крові; флебіт, біль, запалення у місці введення, нездужання, гарячка, астенія, біль у грудях, озноб, стомленість; зміна співвідношення альбумін-глобулін, підвищення рівня ЛФ, ЛДГ; частота невідома: псевдомембранозний коліт, бешихове запалення; агранулоцитоз, тромбоцитопенія; анафілактичні реакції, ангіоневротичний набряк; гіпоглікемія; психози, сплутаність свідомості, деперсоналізація, депресія, дезорієнтація, галюцинації, кошмарні сновидіння, манія; torsades de pointes, шлуночкова тахікардія, фібриляція шлуночків; крововилив; г. панкреатит, зміна кольору язика чи зубів; печінкова недостатність, гепатоцелюлярна жовтяниця; с-м Стівенса — Джонсона, токсичний епідермальний некроліз, медикаментозна шкірна реакція, що супроводжується еозинофілією та системними проявами (DRESS), акне, хвороба Шенлейна — Геноха; рабдоміоліз, міопатія; ниркова недостатність, інтерстиціальний нефрит; підвищення міжнародного нормалізованого співвідношення, збільшення протромбінового часу, зміна кольору сечі.
Під час лікування кларитроміцином можливе виникнення суперінфекцій, викликаних резистентними бактеріями або грибками, у такому разі необхідно відмовитися від лікування.

## Протипоказання
Кларитроміцин протипоказаний пацієнтам, що мають підвищену чутливість до макролідів.
Препарат не призначають дітям до 3 років включно.

## Передозування
Симптоми: при передозуванні можуть виникнути нудота, блювання, діарея. Лікування: швидко промити шлунок і призначити симптоматичну терапію.

## Умови та термін зберігання
Зберігають у сухому, захищеному від світла та недоступному для дітей місці, при температурі від 15 °C до 25 °C.

## Умови відпуску
За рецептом.